# Gustavia
Gustavia là một đô thị chính và là thủ đô của Saint-Barthélemy. Đô thị này được đặt theo tên của vua Gustav III của Thụy Điển.

## Liên kết
- Histoire et aménagement linguistique à Saint-Barthélemy Lưu trữ ngày 19 tháng 12 năm 2008 tại Wayback Machine (tiếng Pháp)
- Collectivity of Saint Barthélemy (Official government website) (tiếng Pháp)
- St-Barths.com page Lưu trữ ngày 15 tháng 10 năm 2007 tại Wayback Machine
- photos of Gustavia Lưu trữ ngày 18 tháng 7 năm 2010 tại Wayback Machine
- | - x - t - s Thủ đô các quốc gia và vùng lãnh thổ châu Mỹ | - x - t - s Thủ đô các quốc gia và vùng lãnh thổ châu Mỹ                                                                                                                                                                                                                                                                                                                                                                                                                                                                                                                                                                                                                                                                                                                                                                                                                                                                                                                                                                                                                                                                                                                                  |
| -------------------------------------------------------- | --- |
| Bắc Mỹ                                                   | Basse-Terre, Guadeloupe · Basseterre, Saint Kitts và Nevis · Belmopan, Belize · Bridgetown, Barbados · Castries, Saint Lucia · Charlotte Amalie, Quần đảo Virgin thuộc Mỹ · Cockburn Town, Quần đảo Turks và Caicos · Fort-de-France, Martinique · George Town, Quần đảo Cayman · Thành phố Guatemala, Guatemala · Gustavia, Saint-Barthélemy · Hamilton, Bermuda · La Habana, Cuba · Kingston, Jamaica · Kingstown, Saint Vincent và Grenadines · Kralendijk, Bonaire · Managua, Nicaragua · Marigot, Saint-Martin · Thành phố Mexico, México · Nassau, Bahamas · Nuuk, Greenland · Oranjestad, Aruba · Oranjestad, Sint Eustatius · Ottawa, Canada · Thành phố Panama, Panama · Philipsburg, Sint Maarten · Plymouth, Montserrat · Port of Spain, Trinidad và Tobago · Port-au-Prince, Haiti · Road Town, Quần đảo Virgin thuộc Anh · Roseau, Dominica · Saint-Pierre, Saint-Pierre và Miquelon · San José, Costa Rica · San Juan, Puerto Rico · San Salvador, El Salvador · Santo Domingo, Cộng hòa Dominica St. George's, Grenada · St. John's, Antigua và Barbuda · Tegucigalpa, Honduras · The Bottom, Saba · The Valley, Anguilla · Washington, D.C., Hoa Kỳ · Willemstad, Curaçao |
| Nam Mỹ                                                   | Asunción, Paraguay · Bogotá, Colombia · Brasília, Brasil · Buenos Aires, Argentina · Caracas, Venezuela · Cayenne, Guyane thuộc Pháp · Georgetown, Guyana · La Paz, Bolivia · Lima, Peru · Montevideo, Uruguay · Paramaribo, Suriname · Quito, Ecuador · Santiago, Chile · Sucre, Bolivia · Stanley, Quần đảo Falkland |